# Мид (кратер)
Кратер Мид је велики ударни метеорски кратер на површини планете Венере. Налази се на координатама 12,5° северно и 57,2° источно (планетоцентрични координатни систем +Е 0-360) и са пречником од 270 km највећи је ударни кратер на овој планети.
Кратер је име добио према америчкој антрополошкињи Маргарет Мид (1901—1978), а име кратера је 1991. године усвојила Међународна астрономска унија.
На кратеру се јасно издвајају спољашњи и унутрашњи прстен и мањи покривач од акумулираног избаченог материјала насталог током удара. Дно кратера је у морфолошком смислу доста слично околном равничарском подручју.